# Barnaul
Barnaul [barnaúl] (rusko Барнау́л, Barnaúl) je mesto v Sibiriji s 603.500 prebivalci. Od leta 1937 je upravno središče Altajskega okraja. Leži v jugozahodnem predelu Sibirskega zveznega okrožja, ob levem bregu reke Ob, kjer se vanj izliva reka Barnaulka.